# Bitronco hexagonal
| Bitronco hexagonal | Bitronco hexagonal            |
| ------------------ | ----------------------------- |
| Bitronco hexagonal |                               |
| Tipo               | Bitronco                      |
| Caras              | 12 trapecios, 2 hexágonos     |
| Aristas            | 24                            |
| Vértices           | 18                            |
| Simetría           | D6h                           |
| Dual               | Bipirámide hexagonal elongada |
| Propiedades        | Convexo                       |

El bitronco hexagonal o bipirámide hexagonal truncada es el cuarto de una serie infinita de poliedros denominados bitroncos. Tiene 12 caras trapeciales y 2 caras hexagonales.
Se puede construir tomando una bipirámide hexagonal y truncando los vértices del eje polar, convirtiéndolo en dos troncos de un extremo a otro.
Varios tipos de cristales toman esta forma.
Se ha utilizado en el diseño de un dado de 14 caras, que puede usarse para generar naipes elegidos al azar. También tiene aplicación en calendarios promocionales de novedades: en cada uno de los trapecios puede aparecer un mes, y en cada uno de los hexágonos un mensaje publicitario o cualquier otra información.